# 512 Taurinensis
512 Taurinensis è un asteroide della fascia principale del diametro medio di circa 23,09 km. Scoperto nel 1903, presenta un'orbita caratterizzata da un semiasse maggiore pari a 2,1894548 UA e da un'eccentricità di 0,2544501, inclinata di 8,74634° rispetto all'eclittica.
Il nome è un omaggio alla città di Torino, che anticamente era chiamata Augusta Taurinorum.